# Copyright Music Organisation of Trinidad and Tobago
La Copyright Music Organisation of Trinidad and Tobago (COTT) è un'organizzazione non governativa non a scopo di lucro che tutela l'industria musicale di Trinidad e Tobago e i musicisti, interpreti, autori e compositori che ne fanno parte. Dal 2019 è membro dell'International Federation of the Phonographic Industry.
L'associazione si occupa di organizzare annualmente i COTT Awards, il principale riconoscimento musicale del paese.